# 土肥大作
土肥 大作（どひ だいさく、天保8年9月2日（1837年10月1日） - 明治5年5月24日（1872年6月29日））は、日本の武士、丸亀藩士。名は実光。
最初は藩校の正明館で学んでいたが、江戸に出て昌平黌に学んだ。故郷に帰った後登用されたが、尊王攘夷派の志士、長州の久坂玄瑞らと好誼を結び、藩論を勤王へ統一しようとしたが、幕府から長州寄りと嫌疑を受けるのを避けたい丸亀藩の意向により幽閉された。
慶応4年1月、高松藩征討の勅命が土佐藩に下り、乾退助率いる迅衝隊が、1月19日、丸亀城下へ侵攻すると、丸亀藩は勤皇に転じて藩論を一変。大作の幽閉も解かれて、今度は逆に土肥を藩の参謀に任じ、乾退助らの傘下となって、高松城攻略へ向かわせた。
維新後、飾磨県参事や新治県参事を務めたが1872年に自殺した。辞世の句がある。享年36。丸亀市の法音寺に、彼の墓がある。
大正8年（1919年）、正五位を追贈された。